# Estádio Manoel Joaquim Porto
O Estádio Manoel Joaquim Porto, apelidado de Manecão, é um estádio de futebol localizado na cidade de Aquidabã, no estado de Sergipe, pertence ao Governo Municipal e tem capacidade para 2.000 pessoas. É utilizado como mando de campo para os jogos do clube local, a Associação Esportiva Força Jovem Aquidabã.